# Списак споменика културе у Поморавском округу
Следи списак споменика културе у Поморавском округу.
| ИД      | Слика                                                     | Назив                                                     | Адреса                               | Координате                                     | Место                      | Градска општина | Општина         | Надлежни завод |
| ------- | --------------------------------------------------------- | --------------------------------------------------------- | ------------------------------------ | ---------------------------------------------- | -------------------------- | --------------- | --------------- | -------------- |
| СК 139  | Манастир Сисојевац                                        | Манастир Сисојевац                                        | Сисевац бб                           | 43.955862°N 21.581351°E / 43.955862, 21.581351 | Сисевац                    |                 | Параћин         | КРАГУЈЕВАЦ     |
| СК 140  | Манастир Манасија                                         | Манастир Манасија                                         |                                      | 44.100761°N 21.469428°E / 44.100761, 21.469428 | Деспотовац                 |                 | Деспотовац      | КРАГУЈЕВАЦ     |
| СК 142  | Манастир Јошаница                                         | Манастир Јошаница                                         |                                      | 43.976063°N 21.14119°E / 43.976063, 21.14119   | Јошанички Прњавор          |                 | Јагодина        | КРАГУЈЕВАЦ     |
| СК 144  | Стара црква у Гложану                                     | Стара црква у Гложану                                     |                                      | 44.166014°N 21.179921°E / 44.166014, 21.179921 | Гложане (Свилајнац)        |                 | Свилајнац       | КРАГУЈЕВАЦ     |
| СК 146  | Кућа Стевана Синђелића                                    | Кућа Стевана Синђелића                                    |                                      | 44.201328°N 21.241697°E / 44.201328, 21.241697 | Грабовац (Свилајнац)       |                 | Свилајнац       | КРАГУЈЕВАЦ     |
| СК 148  | Миљков манастир                                           | Миљков манастир                                           |                                      | 44.16352°N 21.146615°E / 44.16352, 21.146615   | Гложане (Свилајнац)        |                 | Свилајнац       | КРАГУЈЕВАЦ     |
| СК 149  | Црква Светог Николе у Свилајнцу                           | Црква Светог Николе у Свилајнцу                           | Светог Саве 55                       | 44.23217°N 21.196682°E / 44.23217, 21.196682   | Свилајнац                  |                 | Свилајнац       | КРАГУЈЕВАЦ     |
| СК 150  | Турски амам у Грабовцу                                    | Турски амам у Грабовцу                                    |                                      | 44.198436°N 21.242684°E / 44.198436, 21.242684 | Грабовац (Свилајнац)       |                 | Свилајнац       | КРАГУЈЕВАЦ     |
| СК 152  | Пошаљи фотографију                                        | Манастир Манастирак                                       |                                      | 43.861824°N 21.059513°E / 43.861824, 21.059513 | Велика Крушевица (Рековац) |                 | Рековац         | КРАГУЈЕВАЦ     |
| СК 154  | Манастир Св. Богородице (Манастир Лешје)                  | Манастир Св. Богородице (Манастир Лешје)                  |                                      | 43.85128°N 21.534607°E / 43.85128, 21.534607   | Лешје                      |                 | Параћин         | КРАГУЈЕВАЦ     |
| СК 244  | Манастир Раваница                                         | Манастир Раваница                                         |                                      | 43.97248°N 21.496786°E / 43.97248, 21.496786   | Сење (Ћуприја)             |                 | Општина Ћуприја | КРАГУЈЕВАЦ     |
| СК 245  | Манастир Каленић                                          | Манастир Каленић                                          |                                      | 43.772178°N 20.99075°E / 43.772178, 20.99075   | Каленићки Прњавор          |                 | Рековац         | КРАГУЈЕВАЦ     |
| СК 250  | Жупањевачки град                                          | Жупањевачки град                                          |                                      | 43.809958°N 21.027099°E / 43.809958, 21.027099 | Жупањевац                  |                 | Рековац         | КРАГУЈЕВАЦ     |
| СК 258  | Црква Рођења Богородице у Бељајки                         | Црква Рођења Богородице у Бељајки                         |                                      | 44.059065°N 21.439923°E / 44.059065, 21.439923 | Бељајка                    |                 | Деспотовац      | КРАГУЈЕВАЦ     |
| СК 259  | Манастир Свете Петке у Извору                             | Манастир Свете Петке у Извору                             |                                      | 43.856541°N 21.599624°E / 43.856541, 21.599624 | Извор (Параћин)            |                 | Параћин         | КРАГУЈЕВАЦ     |
| СК 260  | Манастир Својново                                         | Манастир Својново                                         |                                      | 43.788895°N 21.283681°E / 43.788895, 21.283681 | Својново                   |                 | Параћин         | КРАГУЈЕВАЦ     |
| СК 267  | Стара црква у Јагодини                                    | Стара црква у Јагодини                                    | Косте Абрашевића                     | 43.97817°N 21.254466°E / 43.97817, 21.254466   | Јагодина                   |                 | Јагодина        | КРАГУЈЕВАЦ     |
| СК 273  | Манастирски комплекс Намасија                             | Манастирски комплекс Намасија                             |                                      | 43.939215°N 21.528321°E / 43.939215, 21.528321 | Забрега (Параћин)          |                 | Параћин         | КРАГУЈЕВАЦ     |
| СК 274  | Црква Блага Марија Петрушка                               | Црква Блага Марија Петрушка                               |                                      | 43.920833°N 21.531742°E / 43.920833, 21.531742 | Поповац (Параћин)          |                 | Параћин         | КРАГУЈЕВАЦ     |
| СК 275  | Црква Св. Јована Главосека                                | Црква Св. Јована Главосека                                |                                      | 43.923121°N 21.528072°E / 43.923121, 21.528072 | Забрега (Параћин)          |                 | Параћин         | КРАГУЈЕВАЦ     |
| СК 276  | Пошаљи фотографију                                        | Зграда у ул. М. Тита 37 у Јагодини                        | Маршала Тита 37                      |                                                | Јагодина                   |                 | Јагодина        | КРАГУЈЕВАЦ     |
| СК 277  | Пошаљи фотографију                                        | Зграда у ул. С. Марковића 8 у Јагодини                    | Светозара Марковића 8                | 43.977406°N 21.260529°E / 43.977406, 21.260529 | Јагодина                   |                 | Јагодина        | КРАГУЈЕВАЦ     |
| СК 278  | Зграда у ул. Браће Милосављевића 20 у Јагодини            | Зграда у ул. Браће Милосављевића 20 у Јагодини            | Браће Милосављевића 20               | 43.976661°N 21.26128°E / 43.976661, 21.26128   | Јагодина                   |                 | Јагодина        | КРАГУЈЕВАЦ     |
| СК 279  | Зграда у ул. М. Тита 2 у Јагодини                         | Зграда у ул. М. Тита 2 у Јагодини                         | Маршала Тита 2                       |                                                | Јагодина                   |                 | Јагодина        | КРАГУЈЕВАЦ     |
| СК 280  | Зграда у ул. М. Тита 8 у Јагодини                         | Зграда у ул. М. Тита 8 у Јагодини                         | Маршала Тита 8                       |                                                | Јагодина                   |                 | Јагодина        | КРАГУЈЕВАЦ     |
| СК 281  | Зграда у ул. М. Тита 6 у Јагодини                         | Зграда у ул. М. Тита 6 у Јагодини                         | Маршала Тита 6                       |                                                | Јагодина                   |                 | Јагодина        | КРАГУЈЕВАЦ     |
| СК 282  | Зграда у ул. М. Тита 4 у Јагодини                         | Зграда у ул. М. Тита 4 у Јагодини                         | Маршала Тита 4                       |                                                | Јагодина                   |                 | Јагодина        | КРАГУЈЕВАЦ     |
| СК 283  | Пошаљи фотографију                                        | Зграда у ул. Хајдук Вељковој 4 у Јагодини                 | Хајдук Вељкова 4                     | 43.980795°N 21.258743°E / 43.980795, 21.258743 | Јагодина                   |                 | Јагодина        | КРАГУЈЕВАЦ     |
| СК 348  | Црква Св. Арханђела Гаврила у Давидовцу                   | Црква Св. Арханђела Гаврила у Давидовцу                   |                                      | 43.865321°N 21.465329°E / 43.865321, 21.465329 | Давидовац (Параћин)        |                 | Параћин         | КРАГУЈЕВАЦ     |
| СК 354  | Кућа брвнара у Милошеву                                   | Кућа брвнара у Милошеву                                   |                                      | 44.105923°N 21.159361°E / 44.105923, 21.159361 | Милошево (Јагодина)        |                 | Јагодина        | КРАГУЈЕВАЦ     |
| СК 444  | Пошаљи фотографију                                        | Хајдук Вељков конак                                       |                                      | 43.975482°N 21.263997°E / 43.975482, 21.263997 | Јагодина                   |                 | Јагодина        | КРАГУЈЕВАЦ     |
| СК 454  | Стара школска зграда у Драгову                            | Стара школска зграда у Драгову                            |                                      | 43.786525°N 21.101064°E / 43.786525, 21.101064 | Драгово                    |                 | Рековац         | КРАГУЈЕВАЦ     |
| СК 456  | Пошаљи фотографију                                        | Црква Св. Ђорђа у Горњој Мутници                          |                                      | 43.878995°N 21.564868°E / 43.878995, 21.564868 | Горња Мутница              |                 | Параћин         | КРАГУЈЕВАЦ     |
| СК 577  | Стара Управна зграда пољопривредног добра у Добричеву     | Стара Управна зграда пољопривредног добра у Добричеву     |                                      | 43.945017°N 21.410333°E / 43.945017, 21.410333 | Добричево                  |                 | Општина Ћуприја | КРАГУЈЕВАЦ     |
| СК 606  | Александров поткоп у Сењском руднику                      | Александров поткоп у Сењском руднику                      |                                      | 43.995176°N 21.570644°E / 43.995176, 21.570644 | Сењски Рудник              |                 | Деспотовац      | КРАГУЈЕВАЦ     |
| СК 608  | Стара кућа у ул. Станоја Главаша 18 у Јагодини            | Стара кућа у ул. Станоја Главаша 18 у Јагодини            | Станоја Главаша 18                   | 43.980525°N 21.256565°E / 43.980525, 21.256565 | Јагодина                   |                 | Јагодина        | КРАГУЈЕВАЦ     |
| СК 721  | Ружићева зграда                                           | Ружићева зграда                                           | Максима Горког 17                    | 43.861283°N 21.422394°E / 43.861283, 21.422394 | Параћин                    |                 | Параћин         | КРАГУЈЕВАЦ     |
| СК 723  | Пошаљи фотографију                                        | Кућа Крсмановића у Доњој Мутници                          |                                      | 43.851318°N 21.562125°E / 43.851318, 21.562125 | Доња Мутница               |                 | Параћин         | КРАГУЈЕВАЦ     |
| СК 724  | Кућа Кадеве Милојевић                                     | Кућа Кадеве Милојевић                                     |                                      | 43.876876°N 21.131319°E / 43.876876, 21.131319 | Урсуле                     |                 | Рековац         | КРАГУЈЕВАЦ     |
| СК 738  | Зграда у Ул. Бранка Крсмановића 45 у Параћину             | Зграда у Ул. Бранка Крсмановића 45 у Параћину             | Бранка Крсмановића 45                | 43.861786°N 21.405764°E / 43.861786, 21.405764 | Параћин                    |                 | Параћин         | КРАГУЈЕВАЦ     |
| СК 739  | Зграда у Ул. Бранка Крсмановића 47 у Параћину             | Зграда у Ул. Бранка Крсмановића 47 у Параћину             | Бранка Крсмановића 47                | 43.861793°N 21.405443°E / 43.861793, 21.405443 | Параћин                    |                 | Параћин         | КРАГУЈЕВАЦ     |
| СК 811  | Кућа народног хероја Лазе Стојановића                     | Кућа народног хероја Лазе Стојановића                     |                                      | 44.28979°N 21.21013°E / 44.28979, 21.21013     | Кушиљево                   |                 | Свилајнац       | КРАГУЈЕВАЦ     |
| СК 812  | Зграда у ул. Максима Горког 1 у Јагодини                  | Зграда у ул. Максима Горког 1 у Јагодини                  | Максима Горког 1                     | 43.982556°N 21.261075°E / 43.982556, 21.261075 | Јагодина                   |                 | Јагодина        | КРАГУЈЕВАЦ     |
| СК 813  | Зграда старе учитељске школе у Јагодини                   | Зграда старе учитељске школе у Јагодини                   | Милана Мијалковића 14                | 43.977175°N 21.253984°E / 43.977175, 21.253984 | Јагодина                   |                 | Јагодина        | КРАГУЈЕВАЦ     |
| СК 815  | Манастир Златенац                                         | Манастир Златенац                                         |                                      | 44.146863°N 21.166767°E / 44.146863, 21.166767 | Гложане (Свилајнац)        |                 | Свилајнац       | КРАГУЈЕВАЦ     |
| СК 1068 | Споменик палим ратницима из Првог светског рата у Ћуприји | Споменик палим ратницима из Првог светског рата у Ћуприји | Маршала Тита                         |                                                | Ћуприја (град)             |                 | Општина Ћуприја | КРАГУЈЕВАЦ     |
| СК 1485 | Зграда народне библиотеке „Ресавска школа” у Деспотовцу   | Зграда народне библиотеке „Ресавска школа” у Деспотовцу   | Деспота Стефана Лазаревића           | 44.094655°N 21.447651°E / 44.094655, 21.447651 | Деспотовац                 |                 | Деспотовац      | КРАГУЈЕВАЦ     |
| СК 1596 | Црква Светих Петра и Павла у Јагодини                     | Црква Светих Петра и Павла у Јагодини                     | Слободана Пенезића Крцуна            | 43.980757°N 21.260421°E / 43.980757, 21.260421 | Јагодина                   |                 | Јагодина        | КРАГУЈЕВАЦ     |
| СК 1675 | Стара воденица у Деспотовцу                               | Стара воденица у Деспотовцу                               |                                      | 44.096285°N 21.451405°E / 44.096285, 21.451405 | Деспотовац                 |                 | Деспотовац      | КРАГУЈЕВАЦ     |
| СК 1680 | Зграда Ресавске библиотеке у Свилајнцу                    | Зграда Ресавске библиотеке у Свилајнцу                    | Трг Лазе Стојановића 19 (Трг хероја) | 44.229545°N 21.19879°E / 44.229545, 21.19879   | Свилајнац                  |                 | Свилајнац       | КРАГУЈЕВАЦ     |
| СК 1681 | Кућа у Ул. Устаничкој 25 у Свилајнцу                      | Кућа у Ул. Устаничкој 25 у Свилајнцу                      | Устаничка 25                         | 44.234369°N 21.195308°E / 44.234369, 21.195308 | Свилајнац                  |                 | Свилајнац       | КРАГУЈЕВАЦ     |
| СК 1682 | Пошаљи фотографију                                        | Зграда Старе гимназије у Свилајнцу                        | Св. Саве 51                          | 44.232055°N 21.195898°E / 44.232055, 21.195898 | Свилајнац                  |                 | Свилајнац       | КРАГУЈЕВАЦ     |
| СК 1684 | Споменик ратницима палим у Првом светском рату у Параћину | Споменик ратницима палим у Првом светском рату у Параћину | Краља Петра                          |                                                | Параћин                    |                 | Параћин         | КРАГУЈЕВАЦ     |
| СК 1685 | Зграда Старе болнице у Свилајнцу                          | Зграда Старе болнице у Свилајнцу                          | Жикице Јовановића Шпанца бб          | 44.229172°N 21.196445°E / 44.229172, 21.196445 | Свилајнац                  |                 | Свилајнац       | КРАГУЈЕВАЦ     |
| СК 1686 | Вила Клефиш у Јагодини                                    | Вила Клефиш у Јагодини                                    | Капетана Коче 35                     | 43.983467°N 21.258157°E / 43.983467, 21.258157 | Јагодина                   |                 | Јагодина        | КРАГУЈЕВАЦ     |
| СК 1687 | Кућа у Ул. Јована Курсуле 10 у Ћуприји                    | Кућа у Ул. Јована Курсуле 10 у Ћуприји                    | Јована Курсуле 10                    | 43.933684°N 21.368213°E / 43.933684, 21.368213 | Ћуприја (град)             |                 | Општина Ћуприја | КРАГУЈЕВАЦ     |
| СК 2105 | Зграда у улици Маршала Тита бр. 82 у Јагодини             | Зграда у улици Маршала Тита бр. 82 у Јагодини             | Маршала Тита 82                      |                                                | Јагодина                   |                 | Јагодина        | КРАГУЈЕВАЦ     |
| СК 2111 | Црква Рођења Пресвете Богородице у Ивковачком Прњавору    | Црква Рођења Пресвете Богородице у Ивковачком Прњавору    |                                      | 43.863805°N 21.216764°E / 43.863805, 21.216764 | Ивковачки Прњавор          |                 | Јагодина        | КРАГУЈЕВАЦ     |
| СК 2112 | Пошаљи фотографију                                        | Стара кућа у улици Сретена Аџића бр. 8 у Јагодини         | Сретена Аџића 8                      |                                                | Јагодина                   |                 | Јагодина        | КРАГУЈЕВАЦ     |
| СК 2247 | Зграде у улици Краља Петра бр. 2 и 4 у Параћину           | Зграде у улици Краља Петра бр. 2 и 4 у Параћину           | Краља Петра 2 и 4                    |                                                | Параћин                    |                 | Параћин         | КРАГУЈЕВАЦ     |
| СК 2248 | Пошаљи фотографију                                        | Шанчеви на Карађорђевом брду                              |                                      |                                                | Параћин                    |                 | Параћин         | КРАГУЈЕВАЦ     |